# Malatesta (nombre)
Malatesta es un antropónimo italiano romanófono, usado principalmente en Italia y Estados Unidos.

## Origen
Malatesta, usado en la Edad Media también como Malatestia o Malatestvs, derivó de dos palabras italianas: Mala (mala) y testa (cabeza), se usaba principalmente para los locos, ya que Malatesta significa Malacabeza, referencia a la locura. Es también un segundo nombre y apellido muy común en España.

## Extensión
Este nombre se extiende principalmente en 46 territorios: 
| Puesto | Territorio                                          | Incidencia | Frecuencia y porcentaje (%) en la población | Rango en el área |
| ------ | --------------------------------------------------- | ---------- | ------------------------------------------- | ---------------- |
| 1.     | Italia                                              | 5,872      | 1 de cada 10,415 (0.009601566%)             | 1,590            |
| 2.     | Estados Unidos                                      | 1,978      | 1 de cada 183,245 (0.000545717%)            | 18,281           |
| 3.     | Argentina                                           | 780        | 1 de cada 54,799 (0.001824843%)             | 4,614            |
| 4.     | Brasil                                              | 500        | 1 de cada 428,149 (0.000233564%)            | 16,254           |
| 5.     | Francia                                             | 376        | 1 de cada 176,656 (0.000566071%)            | 27,509           |
| 6.     | Canadá                                              | 265        | 1 de cada 139,040 (0.000719218%)            | 14,308           |
| 7.     | Perú                                                | 233        | 1 de cada 136,413 (0.000733070%)            | 7,580            |
| 8.     | Chile                                               | 221        | 1 de cada 79,713 (0.001254508%)             | 3,178            |
| 9.     | Grecia                                              | 110        | 1 de cada 100,725 (0.000992799%)            | 16,923           |
| 10.    | Australia                                           | 107        | 1 de cada 252,296 (0.000393659%)            | 23,217           |
| 11.    | Inglaterra (Nación constitutiva del Reino Unido)    | 55         | 1 de cada 1,013,056 (0.000098711%)          | 50,089           |
| 12.    | Venezuela                                           | 55         | 1 de cada 549,165 (0.000182095%)            | 10,134           |
| 13.    | Colombia                                            | 50         | 1 de cada 955,481 (0.000104659%)            | 9,064            |
| 14.    | España                                              | 47         | 1 de cada 994,724 (0.000100530%)            | 37,216           |
| 15.    | Uruguay                                             | 29         | 1 de cada 118,336 (0.000845048%)            | 11,141           |
| 16.    | Alemania                                            | 29         | 1 de cada 2,776,050 (0.000036022%)          | 134,833          |
| 17.    | Paraguay                                            | 28         | 1 de cada 258,455 (0.000386914%)            | 4,403            |
| 18.    | Bélgica                                             | 27         | 1 de cada 425,802 (0.000234851%)            | 43,971           |
| 19.    | Estonia                                             | 15         | 1 de cada 88,120 (0.001134813%)             | 15,474           |
| 20.    | Suiza                                               | 12         | 1 de cada 684,410 (0.000146111%)            | 46,196           |
| 21.    | Escocia (Nación constitutiva del Reino Unido)       | 11         | 1 de cada 486,711 (0.000205461%)            | 19,179           |
| 22.    | México                                              | 8          | 1 de cada 15,515,776 (0.000006445%)         | 47,773           |
| 23.    | Rusia                                               | 4          | 1 de cada 36,030,764 (0.000002775%)         | 577,589          |
| 24.    | Nueva Caledonia (Territorio de ultramar de Francia) | 4          | 1 de cada 69,056 (0.001448105%)             | 6,678            |
| 25.    | Finlandia                                           | 4          | 1 de cada 1,374,176 (0.000072771%)          | 50,379           |
| 26.    | Croacia                                             | 4          | 1 de cada 1,057,151 (0.000094594%)          | 57,892           |
| 27.    | Suecia                                              | 3          | 1 de cada 3,282,252 (0.000030467%)          | 190,759          |
| 28.    | Israel (Disputa con el Estado de Palestina)         | 2          | 1 de cada 4,278,817 (0.000023371%)          | 136,311          |
| 29.    | Hong Kong (R.A.E de China)                          | 2          | 1 de cada 3,667,742 (0.000027265%)          | 11,574           |
| 30.    | Panamá                                              | 2          | 1 de cada 1,956,129 (0.000051121%)          | 15,285           |
| 31.    | Sudán                                               | 1          | 1 de cada 37,510,195 (0.000002666%)         | 14,259           |
| 32.    | Albania                                             | 1          | 1 de cada 2,914,055 (0.000034316%)          | 29,474           |
| 33.    | Tailandia                                           | 1          | 1 de cada 70,638,345 (0.000001416%)         | 1,175,915        |
| 34.    | Noruega                                             | 1          | 1 de cada 5,142,286 (0.00019447%)           | 129,201          |
| 35.    | Gales (Nación constitutivadel Reino Unido)          | 1          | 1 de cada 3,094,532 (0.000032315%)          | 44,023           |
| 36.    | Singapur                                            | 1          | 1 de cada 5,507,703 (0.000018156%)          | 47,049           |
| 37.    | San Marino                                          | 1          | 1 de cada 33,214 (0.003010779%)             | 932              |
| 38.    | Bulgaria                                            | 1          | 1 de cada 6,978,905 (0.000014329%)          | 86,260           |
| 39.    | Dinamarca                                           | 1          | 1 de cada 5,644,715 (0.000017716%)          | 93,155           |
| 40.    | Países Bajos                                        | 1          | 1 de cada 16,887,176 (0.000005922%)         | 156,465          |
| 41.    | Malta                                               | 1          | 1 de cada 430,272 (0.000232411%)            | 3,380            |
| 42.    | Luxemburgo                                          | 1          | 1 de cada 580,542 (0.000172253%)            | 15,155           |
| 43.    | Kazajistán                                          | 1          | 1 de cada 17,682,496 (0.000005655%)         | 204,010          |
| 44.    | Irak                                                | 1          | 1 de cada 35,021,654 (0.000002855%)         | 31,813           |
| 45.    | República Checa                                     | 1          | 1 de cada 10,633,469 (0.000009404%)         | 206,023          |
| 46.    | República Dominicana                                | 1          | 1 de cada 10,432,932 (0.000009585%)         | 36,508           |

Malatesta también se ha transformado a otros nombres, entre ellos:
| Nombre     | % de similitud | Incidencia a nivel mundial | Territorios donde es más usado |
| ---------- | -------------- | -------------------------- | ------------------------------ |
| Malatestas | 95%            | 171                        | Grecia                         |
| Malattesta | 95%            | 8                          | Brasil/ Chile                  |
| Malastesta | 95%            | 2                          | Estados Unidos                 |
| Malatestta | 95%            | 2                          | Brasil/ Argentina              |
| Mallatesta | 95%            | 1                          | Francia                        |
| Malatesti  | 89%            | 269                        | Italia                         |
| Malateste  | 89%            | 189                        | Francia/ Polinesia Francesa    |
| Maletesta  | 89%            | 139                        | Italia                         |
| Malatista  | 89%            | 2                          | Estados Unidos                 |
| Molatesta  | 89%            | 2                          | Brasil                         |
| Malasteta  | 89%            | 1                          | Brasil                         |
| Malatetash | 84%            | 1                          | Irán                           |